# Aclytia deleta
Aclytia deleta là một loài bướm đêm thuộc phân họ Arctiinae, họ Erebidae.